# Fältmalörtpraktvecklare
Fältmalörtpraktvecklare (Phtheochroa inopiana) är en fjärilsart som först beskrevs av Adrian Hardy Haworth 1811.  Fältmalörtpraktvecklare ingår i släktet Phtheochroa, och familjen vecklare. Arten är reproducerande i Sverige.